# Faisà d'esperons de Borneo
El faisà d'esperons de Borneo (Polyplectron schleiermacheri) és ocell de la família dels fasiànids (Phasianidae), que habita la selva de les terres baixes de l'illa de Borneo.